# Sidebånd
Når et radiosignal skabes i en radiosender ved at f.eks. tale eller musik lægges (moduleres) ind i radiosignalets fundament, bærebølgen, skabes automatisk 2 frekvensbånd af blandingsprodukterne mellem bærebølgens frekvens og talens/musikkens frekvenser. 
Disse 2 sidebånd er indbyrdes spejlvendte og ligger på hver sin side af bærebølgen. Hvor store de er (sendeenergi) og hvor brede de er (frekvensmæssigt) afhænger af modulationsformen og -graden.
Eksempel: Hvis et radiosignal på 150 MHz amplitudemoduleres med en tone på 1 kHz (prøvebilledetonen), vil der foruden bærebølgen kunne måles 2 andre frekvenser på antennen, nemlig et 1 kHz under og et andet 1 kHz over de 150 MHz, altså 149,999 MHz og 150,001 MHz.
Havde tonen været på 5 kHz, ville signalerne ligge 5 kHz væk fra bærebølgen. Da tale og musik indeholder mange frekvenser, vil de 2 signaler konstant skifte afstand fra bærebølgen i takt med talens/musikkens frekvenser. Et sidebånds 'bredde' er altså lig den højeste tone, der udsendes. 
Ved tale begrænser man frekvensområdet til området 300 Hz til 3,4 kHz, så et radiosignal fylder altså mindst ca. 7 kHz i frekvensbåndet. Den nærmeste anden radiokanal skal altså ligge mindst 7-8 kHz væk. Ved musik, hvor man gerne vil have toner op til 15 kHz med, fylder en radiokanal altså 30 kHz i båndet.
Alt dette forudsætter en amplitudemodulation (AM). Ved frekvensmodulation (FM) fylder sidebåndene mere. Se under de forskellige modulationsformer.